# Colibrí cuallarg de raquetes
El colibrí cuallarg de raquetes (Discosura longicaudus) és una espècie d'ocell de la família dels troquílids (Trochilidae) que habita al centre i sud de Veneçuela, Guaianes i nord i est del Brasil.